# Peter Marshall (nadador)
Peter Jeffrey Marshall es un nadador estadounidense especializado en pruebas de estilo espalda. Es un ex poseedor del récord mundial en los 50 metros estilo espalda (ciclo corto) y en los 100 metros estilo espalda (ciclo corto).
Ha ganado un total de catorce medallas en importantes competencias internacionales, diez medallas de oro, dos de plata y dos de bronce que abarcan los Campeonatos del Mundo, los Juegos Panamericanos y los Campeonatos Pan-Pacíficos.

## Carrera
Durante su carrera, Peter Marshall ha batido 8 récords mundiales (4 × 100 metros relevo combinado 2002, 100 metros estilo espalda 2004, 100 metros estilo espalda 2008, 50 metros estilo espalda 2008, 100 metros estilo espalda 2008, 50 metros estilo espalda 2009, 50 metros estilo espalda 2009 y 50 metros estilo espalda 2009). También ganó 2 títulos mundiales (400 metros relevo combinado scm 2002 y 50 metros estilo espalda scm 2008). Actualmente posee el récord Abierto de EE.UU. y récord de la NCAA en el 100 m espalda (metros piscina corta), y fue parte del equipo de Estados Unidos que estableció el récord mundial en los 400 metros relevo combinado (ahora superado). Él es un dos veces miembro de un equipo nacional (2001 y 2004), miembro en tres ocasiones Nacional B del equipo (2002, 2005 y 2006) y seis veces NCAA All-American. Él ganó su primer campeonato nacional en el 100 m espalda en el verano de 2001 en Clovis, California. Mientras que en la Universidad de Stanford, ganó tres títulos individuales de la NCAA consecutivos en los 100 espalda. En 2004 fue nombrado Pac-10 Nadador del año para su primer individuo récord mundial establecido en los campeonatos de la NCAA en Long Island, Nueva York.
Fue parte del equipo de los Juegos Mundiales Universitarios de 2001, el Campeonato Pan-Pacífico de Natación de 2002, el Campeonato Mundial de Natación en Piscina Corta de 2002, los Juegos Panamericanos de 2003, el Campeonato Mundial de Natación en Piscina Corta de 2004, el Campeonato Pan-Pacífico de Natación de 2006, los Juegos Panamericanos de 2007 y el Campeonato Mundial de Natación en Piscina Corta de 2008.
Marshall comenzó su carrera de natación en el Dynamo Swim Club, uno de los principales grupos de natación de Estados Unidos. Es egresado de la Escuela Marista en Atlanta, Georgia (2000) y de la Universidad Stanford (2004). Tiene una hermana mayor, llamada Heather, y dos hermanos menores, John y Gary. Su primo, Gary Marshall, también nadó para Stanford después de ser transferido de la Universidad de Virginia.